# Bricookea
Bricookea — рід грибів родини Phaeosphaeriaceae. Назва вперше опублікована 1982 року.

## Класифікація
До роду Bricookea відносять 3 види:
- Bricookea barrae
- Bricookea barriae
- Bricookea sepalorum